# Cinebar
Cinebar az Amerikai Egyesült Államok északnyugati részén, Washington állam Lewis megyéjében elhelyezkedő önkormányzat nélküli település. A 2000. évi népszámláláskor 517 lakosa volt.
A település nevét a térségben fellelhető cinnabaritról kapta.

## Fordítás
- Ez a szócikk részben vagy egészben  a   Cinebar, Washington című angol Wikipédia-szócikk ezen változatának fordításán alapul.  Az eredeti cikk szerkesztőit annak laptörténete sorolja fel. Ez a jelzés csupán a megfogalmazás eredetét és a szerzői jogokat jelzi, nem szolgál a cikkben szereplő információk forrásmegjelöléseként.